# Zoran Ćosić
Zoran Ćosić (* 3. Dezember 1963 in Pale) ist ein früherer jugoslawischer Biathlet und heutiger bosnisch-herzegowinischer Biathlontrainer.
Zoran Ćosić startete für den Ski Klubb Romanija Pale. Er nahm 1984 erstmals an Olympischen Winterspielen teil. Im heimischen Sarajevo startete Ćosić mit Andrej Lanišek, Jure Velepec und Franjo Jakovac am Staffelrennen teil und erreichte mit ihnen den 17. Platz. Es dauerte acht Jahre, bis Ćosić erneut an Olympischen Spielen teilnahm. Bei den Spielen von Albertville 1992 nahm er an allen drei möglichen Rennen teil. Im Sprint erreichte er den 86. Platz, im Einzel wurde er 81. Im Staffelrennen erreichte er mit Mladen Grujić, Tomislav Lopatić und Admir Jamak den 19. Platz. Nach seiner Karriere wurde er Trainer und trainiert heute unter anderem seinen Sohn Miro Ćosić.